# 食人族殘酷世界
《食人族殘酷世界》（義大利語：Ultimo mondo cannibale，直译：「最后的食人族世界」），是一部1977年意大利食人族剝削電影，由魯格羅·德奧達托執導，蒂托·卡爾皮、奇安弗蘭科·克萊里奇和倫佐·詹塔編劇，馬西莫·佛斯基、咪咪莱和伊凡·羅斯穆主演，講述了一名男子試圖逃離當地食人部落居住的叢林島嶼的故事。
该片是德奧達托1980年臭名昭著的《食人族大屠杀》的前身，但最初計劃由翁貝托·蘭齊執導，作為他1972年食人族原型電影《来自深河的男人》的續集。雖然沒有因淫穢而被起訴，但在恐怖影片恐慌期間，根據1959年淫穢出版物法令第3節，這部電影在英國被扣押和沒收。

## 剧情
石油勘探者羅爾夫和羅伯特前往棉兰老岛叢林中的一個前哨站，粗暴著陸导致飞机损坏。羅伯特和羅爾夫找到了最初勘探營地的廢棄遺跡。然後他們發現了一具腐爛的屍體，並確定此前的探礦者被土著人屠殺了。後來，團隊成員斯旺失踪了。兩名探礦者和他們的飛行員查利進入叢林，飛行員被類似大狼牙棒的誘殺裝置殺死。羅伯特和羅爾夫隨後看到斯旺的遺體被食人者吃掉。二人建造木筏以便順流而下返回機場，但木筏在穿越急流後被摧毀，二人就此分開了。羅伯特在叢林中迷路，吃了有毒的蘑菇，導致他嘔吐並昏倒。他醒來時發現自己被食人族揮舞的大長矛戳刺。
羅伯特隨後被帶到土著部落居住的洞穴。他被綁在一塊岩石上，並被土著人脫得只剩下內衣。一位名叫普蘭的土著婦女走到羅伯特身邊，撕掉了他的內褲。然後兩名土著男子走到羅伯特身邊，猛烈地拉扯他的陰莖，把他嚇壞了。然後，土著人將羅伯特掛在滑輪上，從山洞頂部往下放，直到他昏倒。
羅伯特在接下來的幾天裡被困在一個小洞穴裡，被土著人虐待並餵食腐爛的內臟。羅伯特向普蘭要一碗水時，普蘭反而撫摸著他。他繼續觀察土著人的日常生活，包括取出內臟、烹飪和吃大鱷魚。羅伯特在殺死兩名土著人後設法與普蘭一起逃脫，並將她用一根繩子和他绑在一起。兩人在叢林中徘徊，羅伯特在湖中沐浴時分心將水蛭從身上拉下來，普兰趁机逃跑。當羅伯特找到普蘭時，他對她進行了暴力毆打和強姦。
兩人隨後找到了一直住在山洞裡的羅爾夫，他的腿感染了壞疽。他們三人在叢林中徘徊，直到最終找到著陸地点。食人族隨後襲擊他們，将普蘭殺死、烹調并食用。在羅爾夫被長矛擊中胸部後，羅伯特用沾有眼鏡蛇毒液的長矛與一名食人者搏鬥並将之殺死。羅伯特然後吃了土著人的肝臟來嚇唬其他食人者。羅伯特和羅爾夫隨後登上飛機並起飛，但羅爾夫在起飛後不久就因胸部受傷而死亡。

## 演员
- 馬西莫·佛斯基（英语：Massimo Foschi） 饰 罗伯特·哈珀（Robert Harper）
- 咪咪莱（英语：Me Me Lai） 饰 普兰（Pulan）
- 伊凡·羅斯穆（英语：Ivan Rassimov） 饰 罗尔夫（Rolf）
- 謝赫·拉扎克·希庫爾（Sheik Razak Shikur） 饰 查利（Charlie）
- 茱蒂·羅斯利（Judy Rosly） 饰 斯旺（Swan）

## 发行

### 争议
這部電影在英國首次上映時受到審查，有將近四分鐘的剪輯，主要針對虐待動物的場景。2003年，影片獲准發行DVD，但仍需要將近三分鐘的剪輯。
在澳大利亞，這部電影最初被禁，然後以VHS形式發布，並進行了大量刪減以消除“不雅暴力”。